# Rudolf Cvetko
Rudolf Cvetko, slovenski častnik in 
sabljač, * 17. november 1880, Senožeče, † 15. december 1977, Ljubljana.
Rudolf Cvetko je prvi Slovenec, ki je osvojil olimpijsko medaljo, ko je na olimpijskih igrah v Stockholmu leta 1912 kot član avstrijske sabljaške reprezentance osvojil srebro v ekipnem tekmovanju s sabljo.

## Življenjepis
Cvetko se je rodil v družini orožnika Janeza Cvetka v Senožečah, vendar se je družina kmalu preselila v Ljubljano, kjer je končal osnovno šolo in nižjo gimnazijo. Leta 1896 je začel obiskovati štiriletno kadetnico v Trstu. Po zaključku šolanja je bil dodeljen 16. ogrsko (hrvaškemu) pešpolku, ki je bil nastanjen v Zagrebu in Bjelovaru. V polku je služil od leta 1900 do leta 1913, ko je kot nadporočnik zaradi poroke izstopil iz vojske.
Med vojaško službo se je od leta 1904 večkrat udeležil sabljaških tečajev v telovadni in sabljaški šoli avstro-ogrske vojske v Dunajskem Novem mestu. Od leta 1905 je bil tam nekajkrat tudi inštruktor za sabljo, v letih 1908–1912 pa je bil glavni učitelj na sabljaških tečajih.
Po izstopu iz oboroženih sil se je zaposlil kot telovadni učitelj na državni gimnaziji v Gorici.
Ob začetku prve svetovne vojne je bil reaktiviran in povišan v stotnika. Služil je v 16. pešpolku in bil leta 1916 odlikovan z bronasto medaljo za zasluge.
Po vojni je služil v orožništvu. Leta 1926 so ga zaradi napredne usmerjenosti upokojili s činom orožniškega podpolkovnika. Po upokojitvi je vodil sabljaško sekcijo v klubu Ilirija. Skupaj z voditelji Ilirije E. Bettetom, Stankom Bloudkom in S. Lapajnetom je pomembno vplival na razvoj športa v Sloveniji med svetovnima vojnama. Po letu 1945 se je posvetil vzgoji mladih sabljačev v Športnem klubu Tabor in delu v Sabljaški zvezi Slovenije, pri čemer mu je pomagal tudi Richard Verderber. Bil je tudi predavatelj sabljanja na Akademiji za igralsko umetnost (danes AGRFT) in Inštitutu za telesno vzgojo v Ljubljani (danes Fakulteta za šport). 
Za svoj prispevek slovenskemu športu je prejel več nagrad, med njimi tudi Bloudkovo nagrado. Leta 2012 je bil sprejet v Hram slovenskih športnih junakov.